# Ведель, Карл Генрих фон
Карл Генрих фон Ведель (нем. Carl Heinrich von Wedel, 12 июля 1712 года, Гёриц — 2 апреля 1782 года, Гёриц) — прусский генерал-лейтенант и военный министр.

## Семья
Карл Генрих фон Ведель происходит из старой дворянской семьи Ведель в Померании.

Отец — Георг Вильгельм (? 1661 — 13.07.1731) был старостой в Уккермарке, директором Верховного суда и владетелем Гёрица.

Мать — Мария Саломе фон Айкштед (? — 1731).
В 1747 женился на Фридерике Августине фон Брёкер (17.02.1731 — 23.01.1785), в браке с которой родилось три дочери и сын:
- Каролина Фридерика (19.02.1748 — 05.06.1780)
- Фридерика Альбертина (17.09.1751 — 08.10.1825)
- Ульрика Генриетта (17.01.1753 — 20.04.1819)
- Карл Отто (26.08.1754 — 13.04.1834)

## Начало военной карьеры
В 1727 году поступил на военную службу в пехотный полк лейб-гвардии, где произведён 3 апреля 1729 года в прапорщики, а 1 марта 1734 года — в лейтенанты.
Вскоре после начала правления Фридриха II Ведель был переведен в гренадёрский гвардейский батальон сначала в качестве капитана, а потом и командира роты.

## Война за австрийское наследство
В качестве командира роты Ведель вступил в Первую и вторую Силезские войны.

И хотя его полк принимал в них довольно ограниченное участие, 14 августа 1743 года Ведель получил повышение до майора и назначение в полк Клейста, в котором и провел последующие 14 лет.

В 1745 году в сражении при Сооре Ведель был ранен.

## Между войной за австрийское наследство иСемилетней войной
8 сентября 1751 года был произведён в подполковники.

31 мая 1752 года был награжден орденом Pour le Mérite (с фр. — «За заслуги») за прошлые заслуги в сражении при Хотузице.

После председательства в военно-полевом суде против капитана Эрнста Иоахима фон Виргина (нем. Ernst Joachim von Virgin) король 17 июня 1755 года произвел его в звание полковника, в котором в 1756 году он и вступил в Семилетнюю войну.

## Семилетняя война

### 1757
Битва под Прагой стала первым значимым сражение Веделя в Семилетней войне.

Шесть дней спустя он был назначен полковым командиром.

Скорее всего Ведель также принимал некоторое участие в битве при Росбахе.
28 ноября 1757 года Ведель был произведён в генерал-майоры и бригадиры в лагере при Пархвице.
Первую ключевую роль полк Веделя сыграл в битвой при Лейтене, столь успешно проведя атаку по правому флангу, что три дня спустя Фридрих II пожаловал орден Pour le Mérite четырнадцати членам полка.

### 1758
5  января 1758 Ведель принял командование полком Шульца, но три недели спустя, 28 января 1758, вернулся к командованию своим прежним полком.
Весной-летом 1758 во время осады Ольмюца прусская пехота должна была, осаждая крепость, удерживать на расстоянии австрийскую армию .

Ведель был занят выполнением второй части задачи: начиная с 25 мая с тремя батальонами пехоты, гусарским полком и 200 человек из состава вольных батальонов он противостоял Лаудону, стоявшему при Конице, к которому позднее присоединился Харш.

Ведель успешно отразил атаки Лаудона 20 июня при Литовеле и 28 июня при Гунтрамовице.
Со своей задачей Ведель справился, но в целом прусским войскам от осады Ольмюца пришлось отказаться.
В сентябре 1758 шведы стали угрожать Берлину в Уккермарке и Ведель был послан против них во главе шеститысячного корпуса.

В битве у Тармова 25 сентября он разбил генерала графа Гамильтона.

Однако уже 28 сентября в сражении при Фербеллине Ведель потерпел поражение, которое, впрочем, не изменило ход войны на данном участке.

В ночь с 14 на 15 октября войска Веделя атаковали генерала Хессенштайна в Бойценбурге и полностью вытеснили Хессенштайна из Уккермарка.

Вскоре надобность в корпусе Веделя отпала и Фридрих II отослал его в Саксонию для обороны от налётов вражеских летучих отрядов.

Начало зимы Ведель посвятил исполнению поручения произвести значительные реквизиции в ангальтских княжествах.

Его распоряжения и успехи снискали ему и здесь одобрение короля. Рукописное послание из Бреслау от 18 декабря выражало признание заслуг Веделля и содержало сообщение о пожаловании ему бенефиция в Магдебурге, оцененного королём в 4 000 талеров, с правом его продажи.

### 1759
В январе 1759 года Веделль попросил отпуск для поправки здоровья.

22 февраля 1759 Ведель получил чин генерал-лейтенанта.
В начале кампании 1759 года главной задачей являлось предотвратить соединение австрийцев с русскими. Для этого на границе Силезии было необходимо организовать наблюдение за происходящим в Богемии. К генералам, которым была поручена эта задача, относился и Ведель, располагавшийся со своим корпусом в районе Траутенау до начала июля.

Когда опасность, исходившая от наступающих из Позена русских, Фридрих II передал Веделю командование корпусом Доны.

Уже в 1758 году, когда Веделю было поручено командование против шведов, король выбрал его из числа молодых генералов, теперь же он подчинил ему даже старших генералов

Данные о том, что король предоставил Веделю формальные полномочия «диктатора», были опровергнуты изданием Политической корреспонденции короля (18 том, 2 часть). Король писал:"Король, будучи уведомлен о смятении, которое царит в этой армии … посылает г-на Веделя, который принимает командование как диктатор, не будучи старшим по званию". Аналогичным образом он именует Веделя в письме принцу Генриху, направленном 20 июля из Шмотзайфена, где он пишет:"Я сделал его диктатором на время выполнения этого поручения".

#### Сражение при Пальциге(битва при Кае)
22 июля Ведель принял командование и предпринял рекогносцировку местности, затруднённую тем, что Дона оставил у себя все имевшиеся в наличии карты.

Значительно превосходившие его корпус числом русские, предводительствуемые Салтыковым, были уже на подходе, угрожая обойти прусские позиции, и Ведель должен был выбирать, преградить путь врагу или уклониться от столкновения.

Ведель решил произвести атаку и отдал соответствующие приказы, но неизвестный ему характер местности и небрежность при разведке воспрепятствовали его плану; корпус Веделя потерпел сокрушительное поражение, однако бездействие русский войск позволило ему беспрепятственно увести остатки разбитых войск на левый берег Одера.

Фридрих II не осудил Веделя. Лишь Орден Чёрного орла, по традиции вручавшийся генерал-лейтенантам вскоре после их производства в таковые, он ему так никогда и не дал.
В битве при Кунерсдорфе Ведель, командовавший пехотой первого эшелона левого фланга, был выведен ранением из строя уже в самом начале битвы при атаке Шпицберга.

Проблемы со здоровьем вынудили его к длительному перерыву в военных действиях.

После выздоровления он прибыл 29 октября к армии принца Генриха у Торгау.

Когда Даун отошёл к Дрездену, Ведель выдержал у Кёрбица жаркий, но удачный бой с его арьергардом.

Во время последовавшей осады саксонской столицы он осуществлял во главе особого отряда войск наблюдение в Рудных горах. Это задание осталось за ним и в начале наступившей зимы.

### 1760
Когда принц Генрих на время оставил армию и командование перешло к маркграфу Карлу, Ведель был придан ему в качестве советника и Фридрих II «доверительно сообщил ему, что он полагается, главным образом, на него, желательно, чтобы Ведель так поставил себя в отношении к маркграфу, чтобы тот всё обсуждал бы с ним». Деятельность Веделя в качестве советника, продолжавшаяся до 25 апреля и снискала ему дальнейшую благодарность короля.
Последним боевым эпизодом в этой войне была одержанная 15 августа 1760 года победа при Лигнице, где он опять командовал пехотой первого эшелона на правом фланге численностью в три бригады.
Здоровье Веделя было подорвано. Он просил об отпуске и направился в своё поместье Гёриц.

Однако 11 декабря приказ короля вызвал его в Берлин, где он должен был занять место умершего министра фон Катте по управлению военным ведомством.

25 декабря Ведель освобождён по собственной просьбе от обязанностей шефа полка.

### 1761
27 января Ведель был назначен военным министром. Его годовой оклад составлял 5 000 талеров.

## Дальнейшая судьба
Тринадцать лет оставался Ведель на своём новом посту, будучи облечён высочайшим доверием Фридриха II, затем, вынужденный к этому состоянием здоровья, он подал в начале декабрь 1773 год прошение об отставке.

Однако король не поверил тому, что здоровье может составить препятствие к добросовестному исполнению служебных обязанностей, «не связанных с большими затратами труда», и отказал ему в отставке. А в преддверии Войны за баварское наследство он даже приказал ему выехать в действующую армию.

Однако же затем король взял приказ обратно и, когда в следующем году Веделль повторно просил об отставке, он удовлетворил его прошение — 3 сентября 1779 года.
Пенсия Веделю назначена не была. Король часто практиковал такое в отношении состоятельных офицеров, возможно, он также полагал, что пожалованного Веделю бенефиция вполне достаточно.

Когда Ведель в начале 1780 года просил о назначении ему пенсии, он отказал ему, сославшись на нехватку денег, обнадёжив его на будущее, что он не хочет лишить его всех надежд.

Этим надеждам больше не суждено было осуществиться.
Ведель скончался 2 апреля 1782 года в Гёрице. Его жалобы в отношении расстроенного здоровья не были беспочвенными.

Его имя увековечено в надписи на памятнике Фридриху II на Унтер-ден-Линден в Берлине.